# 王家胜
王家胜（1955年1月—），辽宁辽阳人，中国人民解放军上将。中国共产党第十八届中纪委委员、第十九届中央委员。2020年8月任全国人大监察和司法委员会副主任委员。

## 生平
大专学历，曾在国防科学技术大学电子技术专业学习。王家胜曾长期在中国人民解放军总装备部工作，历任总装备部政治部副主任、第二十七试验训练基地政委、总装备部政治部主任等职；2011年12月，出任总装备部副政委、中央军委纪委副书记，并在中共十八大上当选为中共中央纪律检查委员会委员。2014年12月，接替张海阳担任中国人民解放军第二炮兵部队政治委员。2015年12月31日，任新成立的中国人民解放军火箭军政治委员。2018年2月24日，当选为第十三届全国人大代表。
2013年7月，晋升中国人民解放军中将军衔。2017年7月28日，晋升中国人民解放军上将军衔。